# Dreams Like Deserts
Dreams Like Deserts je první EP norské kapely Aura Noir z roku 1995. Nahrávání probíhalo v červenci 1995, ještě bez kytaristy Rune Eriksena. Jako hosté se na EP podíleli Gylve Nagell z Darkthrone známý jako Fenriz a Olav Knutsen (z Lamented Souls). Stylově jde o značný posun k thrash metalu, i když jsou ještě patrné vlivy avantgardy Ved Buens Ende.

## Seznam skladeb
1. The Rape – 3:26
2. Forlorn Blessings To The Dreamking – 3:29
3. Dreams, Like Deserts – 5:00
4. Angel Ripper – 3:50
5. Snake – 1:51
6. Mirage – 2:58

Celkový čas – 20:34

## Sestava
- Carl-Michael Eide (Aggressor) - baskytara, kytara, zpěv (skladby 1,3,5), bicí (skladby 2,4,6)
- Ole Jørgen Moe (Apollyon) - kytara, bicí (skladby 1,3,5), zpěv (skladby 2,4,6)
- Gylve Nagell (Fenriz) - zpěv (skladba 6)
- Olav Knutsen (Bestial Tormentor) - doprovodné vokály (skladba 2)